# 陰極射線

克鲁克斯管示意图。從陰極直線發射出的陰極射線撞擊到玻璃壁，因此在玻璃壁顯示出磷光。在玻璃管內置入的蒙片會在磷光區域形成陰影。

陰極射線（英語：Cathode rays; or electron beams）是在真空管中可以观察到的电子流。真空管是一个被抽成真空的、装有两个电极（一个阳极和一个阴极）的玻璃管。
阴极被加热后，其释放出来的电子会像射线一般移離。假設在阳极后面的玻璃片覆有磷光物质，則它会形成磷光。阴极与磷光之间的金属板会在磷光玻璃板上留下影子。这说明磷光是由阴极发射出来的粒子打到磷光板上后发出的。

## 历史
1690年奥托·冯·格里克发明真空泵后物理学家开始在稀薄空气中做电的试验。1705年人们发现在稀薄空气中的电弧比在一般空气中的长。1838年迈克尔·法拉第在充满稀薄空气的玻璃管中输送电流，他发现在阴极和阳极之间有一道奇怪的光弧。只有直接在阴极前没有这道光弧，这个地方被称为“法拉第暗空間”。
1857年德国玻璃工海因里希·盖斯勒发明了更好的泵来抽真空，由此发明了盖斯勒管。盖斯勒管的意图在于使得管内的气体发光。而有人则发现管壁也会发光，而且只有在阳极的一端会发光。威廉·克鲁克斯发明了更先進的克鲁克斯管，专门用来研究这样发出的光。
1859年，德国物理學者尤利烏斯·普吕克觀測到，當管內部氣體足夠稀薄時，在陰極附近的管壁會出現綠色磷光，施加磁場可以改變磷光的位置，因此，他分辨出這種放電與普通放電不同，他推斷綠色磷光是出自於電流撞擊於玻璃所產生的現象。:104-105普吕克的學生约翰·威廉·希托夫於1869年發現，假設在陰極與磷光之間置入一塊物體，則輝光會被限制在陰極與物體之間，玻璃管壁會因為物體的遮擋而在磷光曲面內出現一片陰影，這意味著輝光是由只會以直線傳播的射線形成，並且在管壁造成磷光。1876年，德国物理學者歐根·戈爾德斯坦發現，輝光不是朝著所有方向發射，而是朝著垂直於陰極表面的方向發射，這與燭光的發射方式大不相同，燭光是朝著所有方向發射。:56-57戈爾德斯坦稱這輝光為陰極射線，他主張，陰極射線是某種傳播於乙太的電磁波，因為，如同紫外線一般，陰極射線以直線移動，並且當撞擊時會造成磷光。:95-96
19世纪末许多著名科学家如諾貝爾獎获得者菲利普·莱纳德对阴极射线做了非常详细的研究。很快人们就认识到阴极射线是由今天被称为电子的带电粒子组成的。由于阴极发射这个射线，因此其電荷是负的。

## 应用
在没有外部影响的情况下阴极射线直线传播。电场和磁场可以改变它们的方向。人们利用这个现象发明了阴极射线管，它是电视机、示波器等的原理。
在许多工业中極高速的电子束用来做电子束焊接、迅速修补热固性塑料以及交叉结合热塑性塑料来改善其物理特性。极高速电子流也可以作为自由电子激光的增益介质。

## 外部連結
- （英文）交叉电场和磁场中的电子束 （页面存档备份，存于） (Simulation von BIGS)。